# جيف جوستين (لاعب كرة قدم أمريكية)
جيف جوستين (بالإنجليزية: Jeff Heath)‏ هو لاعب كرة قدم أمريكية أمريكي، ولد في 14 مايو 1991 في ليك أوريون في الولايات المتحدة.

## وصلات خارجية
- جيف جوستين على موقع مرجع كرة القدم المحترفة.كوم (الإنجليزية)